# Eichmann w Jerozolimie
Treść tego artykułu od 2019-05 może nie być zgodna z zasadami neutralnego punktu widzenia,
ponieważ wspomniano tylko o krytycznym odbiorze książki.
 Po wyeliminowaniu niedoskonałości należy usunąć szablon [[Szablon:Dopracować|]] z tego artykułu.
Eichmann w Jerozolimie: rzecz o banalności zła – książka autorstwa niemieckiej filozof Hanny Arendt, wydana w 1963 roku, opisująca kulisy procesu jednego z niemieckich nazistowskich zbrodniarzy, Adolfa Eichmanna.
Adolf Eichmann ukrywał się przez kilkanaście lat w Argentynie. Schwytany przez agentów Mosadu, oskarżony został o ludobójstwo i zbrodnie wojenne w czasie drugiej wojny światowej. Skazano go na śmierć przez powieszenie. Arendt zwróciła uwagę, że Eichmann działał bezmyślnie, niczym trybik w nazistowskiej maszynie zagłady. Był jedną z wielu podobnych sobie jednostek. Według Arendt:

Akt oskarżenia oparty był (...) na tym, co przecierpieli Żydzi, nie zaś na tym, co popełnił Eichmann.

Hannah Arendt odniosła się również do roli jaką w zagładzie Żydów odegrała część elit żydowskich – Judenraty.

Dla Żydów rola, jaką przywódcy żydowscy odegrali w unicestwieniu własnego narodu, stanowi niewątpliwie najczarniejszy rozdział całej historii.

O ile jednak członkowie rządów typu quislingowskiego pochodzili zazwyczaj z partii opozycyjnych, członkami rad żydowskich byli z reguły cieszący się uznaniem miejscowi przywódcy żydowscy, którym naziści nadawali ogromną władzę do chwili, gdy ich także deportowano.

Treść książki wywołała sprzeciwy międzynarodowej społeczności żydowskiej, na przykład reżysera i badacza Holokaustu Claude’a Lanzmanna.

Było coś jeszcze – coś, co mnie prześladowało od lat. Proces Eichmanna w roku 1962 w Jerozolimie został przeprowadzony skandalicznie źle. Przez ignorantów. To był polityczny show zamówiony przez Ben Guriona, mający stanowić akt założycielski państwa Izrael. Nikt nie szukał prawdy i nikt nie pracował tak, jak należy. Sędziowie i prokuratorzy wszystko mieszali: nie odróżniali getta w Chełmie od obozu zagłady w Chełmnie. I nie chcieli też świadectwa Murmelsteina. Bo wszystko, co od niego pochodziło, mogło być wyłącznie złe. Nikt nie znał Eichmanna równie dobrze jak on. Gdyby Benjamin był wtedy w Jerozolimie, oszczędzono by nam tych wszystkich głupot, że Eichmann był tylko szarym biurokratą. Albo też „banalności zła” autorstwa pani Arendt. Rzekoma „banalność zła” to jedynie banalność konkluzji pani Arendt. Eichmann był fanatycznym antysemitą. Na dodatek niewiarygodnie skorumpowanym. Kochał pieniądze. Był gotowy na wszystko, żeby je zdobyć.